# しし座ガンマ星
しし座γ星は、しし座の恒星にある2等星で、γ1星とγ2星からなる連星である。固有名はアルギエバ(Algieba)。

## 概要
橙色の巨星である主星と黄色巨星の伴星からなる実視連星（二重星）であり、その美しさと小規模の天体望遠鏡でも手軽に観測できることから、天文家たちにも人気の高い恒星である。
現在は約5秒離れており（1秒は約40天文単位に相当）、軌道長半径4.24秒・離心率0.84の細長い楕円軌道を510年周期で公転している。
また、しし座流星群の放射点が近いことでも知られる。

## 名称
固有名のアルギエバまたはアルジェバ(Algieba) は、アラビア語で「額（ひたい）」を意味する الجبهة (al-jabha) に由来する。これは元々、同じしし座のレグルス、η星、この星、ζ星で構成する月宿に付けられた名前であった。2016年7月20日に国際天文学連合の恒星の命名に関するワーキンググループ (Working Group on Star Names, WGSN) は、Algieba をしし座γ1星（= しし座γ星A）の固有名として正式に承認した。
アルゲイバ(Algeiba)、Al Giebaともいわれる。

## 惑星系

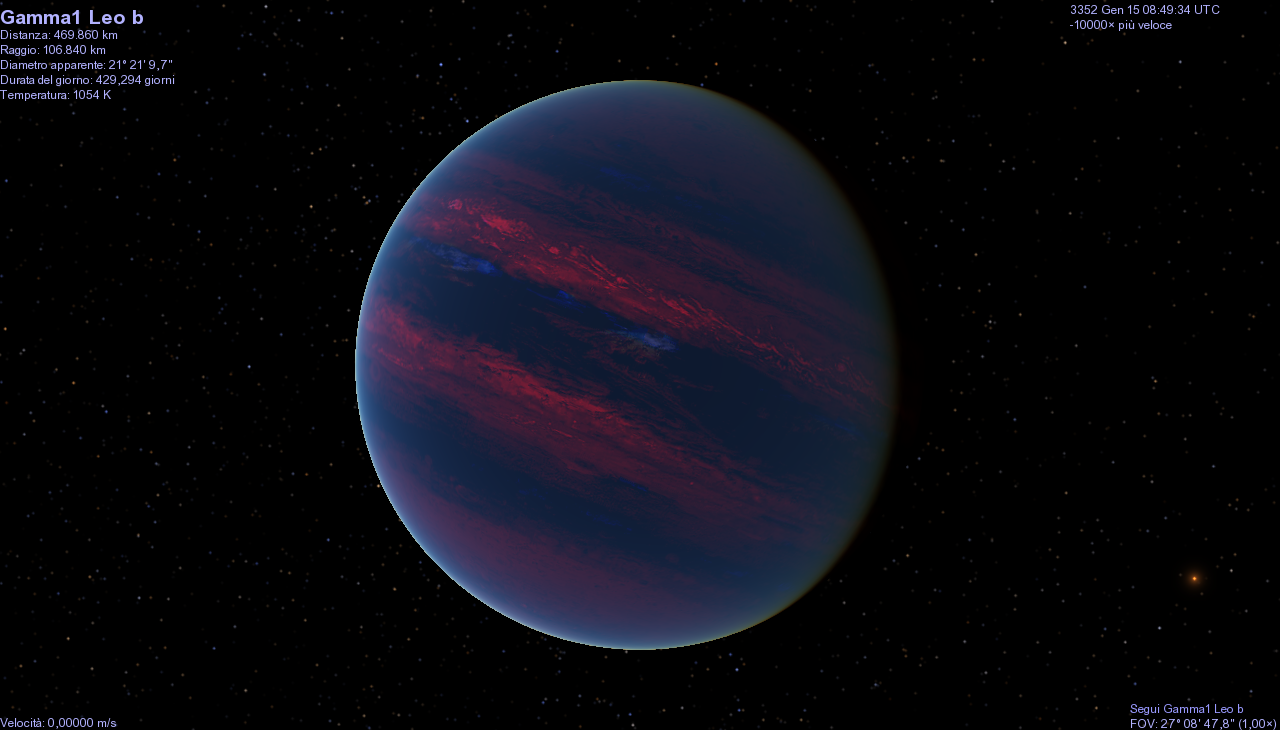
太陽系外惑星しし座γ星bの想像図

2009年11月6日にしし座γ1星に太陽系外惑星しし座γ星bが発見された。
| 名称 （恒星に近い順） | 質量     | 軌道長半径 （天文単位） | 公転周期 (日) | 軌道離心率 | 軌道傾斜角 | 半径 |
| --------------------- | -------- | ----------------------- | ------------- | ---------- | ---------- | ---- |
| b                     | ≥8.78 MJ | 1.19                    | 429           | 0.14       | —          | —    |
| c（未確定）           | ≥2.14 MJ | 2.6                     | 1340          | 0.13       | —          | —    |